# Parapagurion
Parapagurion är ett släkte av kräftdjur. Parapagurion ingår i familjen Bopyridae.
Kladogram enligt Catalogue of Life:
| Parapagurion | \| \| Parapagurion calcinicola \| \| \| \| \| \| Parapagurion imbricata \| \| \| \| |
|              | \| \| Parapagurion calcinicola \| \| \| \| \| \| Parapagurion imbricata \| \| \| \| |
|              | Parapagurion calcinicola                                                            |
|              |                                                                                     |
|              | Parapagurion imbricata                                                              |
|              |                                                                                     |